# Jean-Paul Jaeger
Jean-Paul Maurice Jaeger (* 6. září 1944 Nancy) je francouzský římskokatolický duchovní. V letech 1991–1998 byl biskupem v diecézi Nancy-Toul a v letech 1998-2020 působil jako biskupem arraským. Od roku 2020 je emeritním biskupem.

## Život
Jean-Paul Maurice se narodil v roce 1944. Vystudoval filosofii na katolické univerzitě v Lille a teologii na její teologické fakultě, při které absolvoval i kněžskou formaci. Po vysvěcení na kněze v roce 1974 působil ve farnostech náležejících biskupství v Nancy.
V dubnu 1991 byl papežem Janem Pavlem II. jmenován biskupem-spolusprávcem diecéze Nancy a Toul, k Mons. Bernardovi a v červnu téhož roku se stal novým sídelním biskupem a primasem lotrinským. Roku 1998 byl jmenován biskupem arraským, v Nancy jej nahradil Mons. Jean-Louis Papin.
Mons. Jaeger dosáhl v roce 2019 kanonického věku pro odstup z úřadu, podle kanonického práva. Papeži Františkovi zaslal svou rezignaci, který o jejím přijetí rozhodl v září 2020. Nástupcem Mons. Jaegera byl jmenován Mons. Leborgne.